# Uliap
Uliap (del ruso: Уляп) es un aúl del raión de Krasnogvardéiskoye en la república de Adiguesia de Rusia. Está situado 32 km al este de Krasnogvardéiskoye y 71 km al noroeste de Maikop, la capital de la república. Tenía 1 298 habitantes en 2010
Es centro administrativo del municipio Uliápskoye, al que pertenece asimismo Shturbino.

## Historia

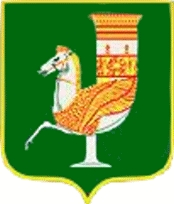
Escudo del raión de Krasnogvardéiskoye, en el que se representa el rhyton hallado en Uliap.

El área en el que se halla el actual Uliap ha sido poblado desde tiempos remotos. Las primeras excavaciones arqueológicas realizadas en el yacimiento en 1908, conducidas por Nikolái Veselovski, descubrieron en un kurgán ("túmulo"), un rico entierro de un jefe de tribu de la cultura de Maikop. En el kurgán 4-1982 (uno de los kurganes del Ulka), el arqueólogo Aleksandr Leskov descubrió un rhyton de plata decorado con una representación de un caballo alado mítico en la parte delantera y un disco de oro en relieve que representa la batalla entre los dioses griegos y los gigantes en el tronco. Este rhyton aparece en el escudo del raión de Krasnogvardéiskoye y es uno de los símbolos de la república de Adiguesia.
En 1861, tras el fin de la guerra ruso-circasiana, emigrantes del aul Bonokojabl y de otros aules adigué fundaron en esta tierra entre los ríos Ulka y Labá el aul Ulski, por Ule, que era como los adigué conocían al Ulka. En 1867, debido a las constantes inundaciones, el aul fue trasladado su emplazamiento actual, más alejado de la orilla del río Labá que el original, remontando el curso del Ulka. Por ello se considera el último año como el de su fundación oficial. Según el censo imperial ruso de 1897, ese año habitaban la localidad un total de 555 familias, de las cuales 237 eran abadzej, 215 eran besleneyevtsy, 49 eran cabardinos, 47 eran abasias, 3 eran shapsug y 5 de otras nacionalidades.
En 2012 se inauguró un monumento "A los defensores de Circasia", por el 148.º aniversario del fin de la Guerra ruso-circasiana.

## Personalidades
- Aslán Tjakushínov (n.1947), tercer presidente de la república de Adiguesia, en Rusia (2007-).
- Sultan-Giray Klich (1880-1947), militar ruso, colaborador con la Alemania Nazi durante la Gran Guerra Patria.